# Soconusco (Acapetahua)
Soconusco es una localidad del estado mexicano de Chiapas. Es parte del municipio de Acapetahua.

## Toponimia
El nombre «Soconusco» proviene de los términos en náhuatl xococ, amargo; nochtli, tuna o nopal; co, lugar. Su significado es «lugar de las tunas agrias».

## Demografía
| Gráfica de evolución demográfica |
|                                  |

| Censo | Población |
| ----- | --------- |
| 1930  | 16        |
| 1940  | 315       |
| 1950  | 1 254     |
| 1960  | 1 464     |
| 1970  | 1 935     |
| 1980  | 2 213     |
| 1990  | 2 449     |
| 2000  | 2 548     |
| 2010  | 2 502     |
| 2020  | 2 315     |